# Жорж Бонне
Жорж-Етьєн Бонне́ (фр. Georges-Étienne Bonnet; нар. 22/23 липня 1889 — пом. 18 червня 1973) — французький політик, правий радикал. Займав в 1925–1940 міністерські пости. Напередодні Другої світової війни як міністр закордонних справ (квітень 1938 — вересень 1939) підтримував політику умировторення, був одним з ініціаторів Мюнхенської угоди 1938. 

## Раннє життя
Бонне народився в Бассіяк, Дордонь, у родині адвоката. Батько Бонне працював у Cour de cassation (Касаційному суді) і використовував своє багатство, щоб дати синові найкращу освіту, яку можна було купити у Франції. Бонне отримав освіту у елітних Lycée Henri IV, École supérieue des hautes études, та  École des sciences politiques. Вивчав право та політологію у École Libre des Sciences Politiques та Сорбонні.

## Рання кар'єра
Він пішов працювати як auditeur у Conseil d'état. У 1911 році він почав політичну кар'єру після одруження з Одеттою Пелльтан, онукою Ежена Пелльтана. Дружина Бонне, часто відома як мадам Сутьєн-Жорж, керувала салоном і мала великі амбіції щодо свого чоловіка; один сучасник повідомив, що мадам Бонне була "настільки шалено амбітна щодо свого чоловіка, що, коли формувалося нове міністерство, він боявся йти додому вночі, якщо не зайняв посаду для себе.". Багато хто приватно висміював Бонне за те, як його дружина домінувала над ним. Прізвище «Мадам Сутьєн-Жорж» (Madame Soutien-Georges), спрямоване до неї, було французьким каламбуром на слово «бюстгальтер» (soutien-gorge) і було водночас відсиланням до мадам Бонне та розміру її грудей. У 1914 році Бонне приєднався до французької армії і в 1918 році обіймав посаду директора з демобілізації. Бонне був редактором книги Альфреда де Тарда L'Ame du soldat (Душа солдата). Під час своєї служби в Першій світовій війні Бонне був багато нагородженим солдатом, який отримав медаль Croix de guerre за хоробрість під вогнем супротивника. Бонне підкреслив уривок де Тарда, де він писав: «Франція 1914-1917 більш щиро демократична, ніж будь-коли, і вона закохана в командування». Будучи представником вищого класу, Бонне відчував деякий благоговійний трепет перед товариськістю та бойовим духом poilus переважно нижчого класу, і вважав своїм обов’язком записувати їхній досвід. Бонне, здавалося, заздрив жорсткості звичайних французьких солдатів, які жили в умовах, з якими він ніколи не міг погодитися. Бонне часто розповідав історію про poilus на ім’я Лото, щасливо одруженого чоловіка з двома дітьми, який був убитий, демонструючи безрозсудну зневагу до власного життя під час ремонту телефонного дроту, обірваного німецькою артилерією. Бонне використав історію Лото як приклад Священного союзу (Union sacrée) в дії, як він стверджував у своїй книзі 1919 року Lettres á un Bourgeois de 1914 що це була любов до la patrie, яка надихнула poilus на опір. У 1919 році Бонне служив секретарем французької делегації на Паризькій мирній конференції 1919 та написав книгу Lettres á un Bourgeois de 1914, що вимагало широких соціальних реформ. Британський історик Ентоні Адамтвейт зауважив, що Lettres á un Bourgeois de 1914 був останнім серйозним інтересом Бонне до соціальних реформ.

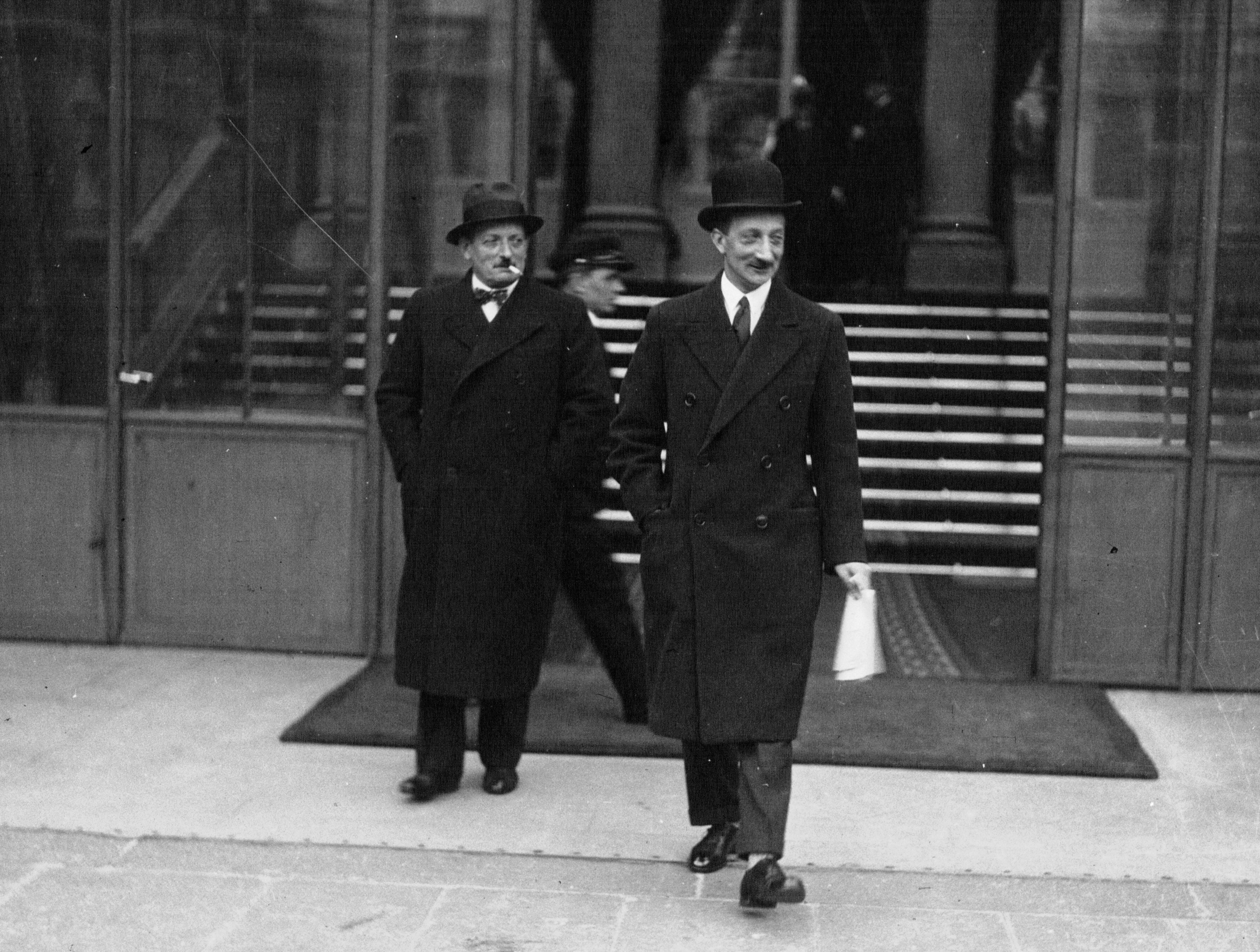
Жорж Бонне з Шарлем Даніелу в 1933.

Бонне працював у Палаті депутатів з 1924 по 1928 і знову з 1929 по 1940. У 1925 він був призначений заступником держсекретаря, першим у серії вищих міністерських посад у 1920-х і 1930-х роках. Під час роботи в Палаті Бонне вважався провідним експертом у фінансових та економічних питаннях. Будучи міністром, Бонне мав репутацію працьовитого, завжди був добре підготовленим до парламентських дебатів і видатним у політичних інтригах. У 1932 Бонне очолював французьку делегацію на Лозаннській конференції. Під час Лозаннської конференції британський прем'єр-міністр Рамсей Макдональд, коментуючи здібності Бонне, запитав: "Чому він не в Кабінеті?" (Why isn't he in the Cabinet?). У 1933 Бонне був видатним членом французької делегації на Лондонській конференції, де він був головним критиком дій президента Франкліна Д. Рузвельта під час конференції. У 1936 Бонне став лідером 18 депутатів-радикалів, які заперечували проти участі своєї партії в Front Populaire. У результаті прем'єр-міністр Франції Леон Блюм фактично вислав Бонне у січні 1937, призначивши його послом у Сполучених Штатах, хоча Бонне не володів англійською. Почувши про призначення Бонне, американський посол у Франції Вільям Крістіан Булліт-молодший написав президенту Франкліну Д. Рузвельту про Бонне:
Не думаю, що він тобі сподобається. Він надзвичайно розумний і компетентний в економічних і фінансових питаннях, але він не людина з характером. Можливо, ви пам’ятаєте, що він очолив французьку делегацію на Лондонській економічній конференції, де він очолив напади на вас.Оригінальний текст (англ.)
I don't think you'll like him. He is extremely intelligent and competent on economic and financial matters, but he's not a man of character. You may remember that he led the French delegation to the London economic conference where he led the attacks against you.
. Незважаючи на його коротке перебування в Сполучених Штатах і його нездатність розмовляти англійською, Бонне після цього і до кінця свого життя стверджував, що він експерт у всьому, що стосується Америки.
28 червня 1937 Бонне повернувся до Франції, коли прем'єр-міністр Каміль Шотан призначив його міністром фінансів. Першою важливою діяльністю Бонне на посаді міністра фінансів було спостереження за девальвацією франка (друга девальвація менш ніж за дев’ять місяців), коли вартість франка піднялася зі 110,8 франка за британський фунт до 147,20. Девальвація була змушена Бонне тим фактом, що 10 мільярдів франків, які були відкладені у вересні 1936 у Валютний резервний фонд для захисту вартості франка після девальвації того року, були витрачені до середини 1937. Будучи міністром фінансів, Бонне запровадив різке скорочення військових витрат. Бонне вважав, що витрати на гонку озброєнь з Німеччиною такі, що для Франції краще досягти порозуміння, яке могло б припинити гонку озброєнь, ніж продовжувати витрачати гігантські суми на армію. Окрім економічних проблем, пов’язаних із бюджетною стабільністю та його спробами зберегти вартість франка проти валютних спекуляцій, Бонне був стурбований соціальним конфліктом, спричиненим необхідністю підвищення податків і зменшенням соціальних послуг для оплати зброї.
Під час зустрічі з Францем фон Папеном, послом Німеччини в Австрії, у листопаді 1937 Бонне і Шотан висловили надію, що може бути досягнуто порозуміння, за якого Франція визнає Центральну та Східну Європу як сферу впливу Німеччини в обмін на прийняття Німеччиною Західної Європи як сфери впливу Франції. Крім того, Бонне став провідним речником у французькому кабінеті міністрів ідеї про те, що французька система альянсів у Східній Європі, так званий cordon sanitaire, було загальним зобов’язанням, яке служило тільки для того, щоб втягнути Францію в конфлікти з Німеччиною. Протягом усієї своєї кар'єри Бонне був відомий як прихильник "священного егоїзму" і того, що Франція повинна робити те, що допомагає інтересам Франції над інтересами будь-якої іншої країни. Бонне вважав себе "реалістом", і його погляди на зовнішню політику були однаковою мірою забарвлені прагматизмом і замкнутістю.
Скорочення Бонне військових витрат призвело до зіткнення з військовим міністром Едуаром Даладьє. Даладьє переконав Кабінет міністрів скасувати найсерйозніші скорочення бюджету французької армії, вказуючи на те, що в нинішньому міжнародному кліматі армії потрібно більше, а не менше фінансування. Оскільки міністри авіації та флоту не були такими істотними особистостями, як Даладьє, Військово-морські сили Франції та Повітряні сили Франції не змогли скасувати скорочення міністра фінансів. У січні 1938, після падіння уряду Шотана, Бонне доклав серйозних зусиль, щоб сформувати новий уряд, але врешті-решт йому довелося задовольнитися призначенням на посаду державного міністра.

## Міністр закордонних справ, 1938–1939

### До Травневої кризи
У квітні 1938, після падіння другого уряду Блюма, Бонне був призначений міністром закордонних справ під керівництвом прем'єр-міністра Даладьє (незважаючи на їх сварку в 1937, вони помирилися). Бонне був рішучим прихильником Мюнхенської угоди 1938 і рішуче виступав проти військових дій проти німецької експансії; здебільшого він вважав за краще дотримуватися курсу умиротворення.
У 1938–1939 в уряді Франції було три фракції. Один, очолюваний Бонне, вважав, що Франція не може дозволити собі гонку озброєнь з нацистською Німеччиною, і прагнув розрядки з Рейхом. Як експерт у фінансових питаннях і колишній міністр фінансів, Бонне чітко усвідомлював шкоду, яку гонка озброєнь завдала економіці, яка вже була ослаблена Великою депресією. Друга фракція, очолювана Полем Рейно, Жаном Зе і Жоржем Манделем, виступала за політику опору німецькому експансіонізму. Третя фракція, очолювана Даладьє, стояла на півдорозі між двома іншими і виступала за умиротворення Німеччини, щоб виграти час для переозброєння.
Таким чином Даладьє залишив зовнішню політику в основному Бонне як найкращий спосіб уникнути війни з Німеччиною в 1938. Крім того, Даладьє вважав, що найкращий спосіб спостерігати за Бонне — включити його до кабінету: він хотів зберегти Народний фронт, але Бонне хотів, щоб він покінчив з ним. На думку Даладьє, якби Бонне був поза Кабінетом міністрів, його здатність брати участь у інтригах, щоб розбити Народний фронт і захопити собі прем'єрство, відповідно збільшилася б; включення його до Кабінету обмежило його поле для маневру. Радикальна соціалістична партія, яка складалася здебільшого з нижнього середнього класу, була розділена між ліволіберальним крилом, пов’язаним з Даладьє, яке було готове взяти участь у Front populaire як спосіб захистити Францію від фашизму як вдома, так і за кордоном, проти праве «неорадикальне» крило, пов’язане з Бонне, яке вбачало в участі у Front populaire як зраду традиційного захисту партії приватної власності та капіталізму. «Неорадикальне» крило радикалів схилялося до умиротворення і бачило зовнішню політику Front populaire як потенційно веде Францію до катастрофічної війни з Німеччиною, яка піде лише на користь Радянському Союзу.

### Травнева криза
Під час травневої кризи 1938, 21 травня, Бонне порадив лорду Галіфаксу, щоб Британія попередила Берлін про те, що якщо німці нападуть на Чехословаччину, то Британія буде втягнена у наступну війну, лише щоб отримати інформацію про те, що Лондон уже зробив таке попередження. У розмові з британським послом сером Еріком Фіппсом Бонне звинувачував Бенеша в тому, що він віддав наказ про часткову чехословацьку мобілізацію без попереднього інформування Франції, і критикував Прагу за її «поспішні дії», але на зустрічі з чехословацьким міністром у Парижі Штефаном Осуським. У 21 травня Бонне не критикував Прагу, порушивши свої обіцянки Фіппсу. Фіппс закликав Бонне використати кризу як привід для відмови від франко-чехословацького альянсу 1924 року, але Бонне відмовився, якщо Франція не зможе забезпечити більшу прихильність Британії прийти на допомогу Франції в разі війни з Німеччиною.

## Пізніша кар'єра
21 червня 1940 Бонне разом з П'єром Лавалем допомогли чинити тиск на президента Альбера Лебрена, щоб той передумав про від'їзд до Алжиру. Бонне підтримував уряд Віші і брав участь у Національній раді з грудня 1940, але рада ніколи не збиралася, і його роль у Віші була невеликою. Бонне провів більшу частину Другої світової війни, живучи у своєму маєтку в Дордоні та намагаючись забезпечити собі посаду у Віші, хоча пізніше Бонне стверджував, що брав участь у Опорі. Відповідно до записів гестапо, Бонне зв’язався з німцями один раз у лютому 1941, щоб перевірити, чи можливо німці чинитимуть тиск на Лаваля, щоб той включив його до кабінету, і знову в червні 1943, щоб запевнити їх, що він не має наміру залишати Францію, щоб приєднатися до Союзників. У листопаді 1942 Бонне погодився, хоч і дуже неохоче, свідчити з боку обвинувачення на запланованому суді над Гершелем Грюншпаном. Бонне мав засвідчити, що його спроби досягти зближення з Рейхом були саботовані євреями, які мали намір розпочати війну з Німеччиною, і що Грюншпан убив Ернста фон Рата як частину передбачуваної єврейської змови, підштовхнути Францію до війни з Німеччиною. Проте суд так і не відбувся, оскільки запланований захист Грюншпана, що він мав гомосексуальні стосунки з Ратом і застрелив його під час сварки коханця, означав, з німецької точки зору, що суд був надто ризикованим, оскільки люди могли повірити цій заяві.
5 квітня 1944 Бонне виїхав із Франції до Швейцарії, де він залишався до березня 1950. Після війни проти нього було розпочато судове провадження, яке зрештою було припинено, але в 1944 році його було виключено з Радикальної партії. Під час перебування в еміграції Бонне написав п’ятитомний збірник мемуарів. Протягом своєї кар’єри Бонне дуже піклувався про свою репутацію, і під час його перебування на посаді міністра закордонних справ мав команду журналістів, які брали участь у написанні того, що у Франції називають Bonnetiste, а саме серії книг і брошур, призначених для прославлення Бонне як захисника миру і рятівника Європи. Покинувши набережну д'Орсе, Бонне взяв із собою велику кількість офіційних документів, які потім використав для підтвердження тверджень, викладених у своїх об’ємних мемуарах, де Бонне зобразив себе ведучим самотужки героїчну битву за мир. Багато хто звинувачував Бонне в «редагуванні» своїх документів, щоб представити себе в найкращому світлі, незважаючи на факти. Зокрема, критика була зосереджена на деяких суперечливих твердженнях у мемуарах Бонне. У різні моменти Бонне стверджував, що британський тиск підштовхнув Францію до Мюнхена в 1938 і що його уряд хотів воювати за Чехословаччину. В інший час Бонне стверджував, що військова та економічна ситуація в 1938 була такою, що Франція не могла ризикнути розпочати війну того року.